# De R van raket
De R van raket (Engels: R Is for Rocket) is een sciencefictionverhalenbundel uit 1962 van de Amerikaanse schrijver Ray Bradbury. Het boek bevat 14 verhalen van de 17 uit de oorspronkelijke Engelstalige versie.

## Korte verhalen
1. De R van raket (R Is for Rocket, oorspronkelijk gepubliceerd als King of the Gray Spaces, 1943)
2. Het einde van het begin (The End of the Beginning, 1956)
3. De raket (The Rocket, 1950)
4. De ruimtevaarder (The Rocket Man, 1951)
5. De lange regen (The Long Rain, 1950)
6. De bannelingen (The Exiles, 1949)
7. Hier vindt men tijgers (Here There Be Tygers, 1951)
8. Het aardbeirode raam (The Strawberry Window, 1955)
9. De draak (The Dragon, 1955)
10. Het geschenk (The Gift, 1952)
11. Oom Einar (Uncle Einar, 1947)
12. De tijdmachine (The Time Machine, 1955)
13. Het geluid van de rennende zomer (The Sound of Summer Running, 1956)
14. Vorst en vuur (Frost and Fire, 1946)